# Раковский, Василий Степанович
Василий Степанович Раковский (1 января 1898 года, дер. Плавна, Новозыбковский уезд, Черниговская губерния — 7 января 1978 года, Солнечногорск, Московская область) — советский военный деятель, генерал-майор (31 июля 1941 года).

## Начальная биография
Василий Степанович Раковский родился 1 января 1898 года в деревне Плавна Брахловской волости Новозыбковского уезда Черниговской губернии.

## Военная служба

### Первая мировая и гражданская войны
13 февраля 1917 года призван в ряды Русской императорской армии и направлен в учебную команду 28-го Сибирского стрелкового полка, дислоцированного в Омске. После окончания учебной команды произведён в чин младшего унтер-офицеры и продолжил службу в том же полку, который в ноябре был расформирован, а В. С. Раковский демобилизован, после чего работал забойщиком на шахте в Барнаульском уезде Томской губернии.
13 августа 1918 года мобилизован в армию адмирала А. В. Колчака и направлен в Новониколаевский запасной полк, дислоцированный в Новониколаевск, однако 28 декабря дезертировал из полка.
В начале января 1919 года призван в ряды РККА и направлен в 1-й отдельный Глазовский батальон (3-я армия, Восточный фронт), после чего участвовал в боевых действиях против войск под командованием А. В. Колчака. В марте в районе Перми В. С. Раковский был ранен, после чего лечился в госпитале.
По излечении в апреле направлен на командные курсы в Самаре и через две недели с курсами убыл на Южный фронт, после чего принимал участие в боевых действиях против войск под командованием генерала А. И. Деникина в районе Миллерово и Воронежа. В начале июля 1919 года курсы были возвращены в Самару, где В. С. Раковский их окончил в мае 1920 года, после чего назначен на должность командира взвода в составе 458-го стрелкового полка (51-я стрелковая дивизия). С июля принимал участие в боевых действиях против войск под командованием генерала П. Н. Врангеля, затем — командиром роты и командиром батальона — в районе Каховки и на Перекопском перешейке. После окончания боёв в Крыму 458-й стрелковый полк участвовал в боях против вооружённых формирований под командованием Заболотного на территории Подольской губернии.

### Межвоенное время
После окончания войны В. С. Раковский продолжил служить в составе 51-й Перкопской стрелковой дивизии на должности помощника командира роты в 459-м стрелковом полку, а с апреля 1922 года — на должностях помощника командира и командира роты в 153-м стрелковом полку.
В 1923 году окончил химические курсы в Харькове, в 1926 году сдал экстерном экзамен за нормальную военную школу при Киевской пехотной школе, в августе 1928 года окончил курсы «Выстрел», а в 1930 году — курсы мобработников при штабе Украинского военного округа.
В октябре 1930 года направлен в Одесскую пехотную школу комсостава РККА, в которой служил преподавателем тактики, командиром роты, начальником штаба и командиром батальона курсантов. В январе 1937 года назначен на должность помощника командира по строевой части 138-го стрелкового полка (46-я стрелковая дивизия, Киевский военный округ), в декабре — на должность командира 45-го, затем — на должность командира 351-го стрелковых полков в составе 15-й Сивашской стрелковой дивизии в Херсоне, а в феврале 1939 года — на должность помощника командира 95-й стрелковой дивизии (Киевский военный округ), дислоцированной в Котовске.
С января 1940 года комбриг В. С. Раковский служил командиром 20-й, затем 19-й запасных стрелковых бригад (Приволжский военный округ), дислоцированных в Саратове, а с июля того же года — командиром 167-й стрелковой дивизии, формировавшейся в Балашове.

### Великая Отечественная война
С началом войны 167-я стрелковая дивизия под командованием В. С. Раковского направлена на фронт и с 28 июня занимала оборонительный рубеж в полосе Рогачёв — Жлобин и в ходе Смоленского сражения отражала попытки форсирования противником Днепра, а с переходом в контрнаступление овладела рубежом западнее реки Друть. 13 августа дивизия попала в окружение в районе города Довск. В. С. Раковский принял решение уничтожить тяжёлое вооружение и отдал приказ выходить группами из окружения, из которого сам Раковский вышел 18 сентября во главе группы в 25 человек на участке 155-й стрелковой дивизии Брянского фронта с оружием, документами, в полном снаряжении и обмундировании, после чего назначен на должность помощника заместителя командующего войсками Брянского фронта, а затем состоял в распоряжении Главного управления кадров НКО.
В ноябре 1941 года назначен на должность командира 53-й стрелковой бригады, которая с 7 января 1942 года принимала участие в боевых действиях в ходе Любанской наступательной операции. 17 января генерал-майор В. С. Раковский был отстранён от занимаемой должности «как не обеспечивший боевого приказа и допустивший большие потери в частях» и зачислен в распоряжение Главного управления кадров НКО и в феврале 1942 года назначен на должность начальника 2-го Ленинградского пехотного училища, дислоцировавшегося в Глазове (Удмуртская АССР), на которой находился до конца войны.

### Послевоенная карьера
После окончания войны находился на прежней должности.
С октября 1945 года В. С. Раковский находился в распоряжении Главного управления кадров НКО и в марте 1946 года направлен на курсы «Выстрел», на которых служил на должностях начальника курса, старшего преподавателя тактики, начальника 5-го курса и начальника специального отделения по подготовке военнослужащих иностранных армий.
Генерал-майор Василий Степанович Раковский 7 января 1957 года вышел в отставку. Умер 7 января 1978 года в Солнечногорске Московской области. Похоронен на Старом кладбище города.

## Воинские звания
- Комбриг (24 января 1940 года);
- Генерал-майор (31 июля 1941 года).

## Награды
- Орден Ленина (30.04.1945);
- Три ордена Красного Знамени (1923, 21.02.1945, 20.06.1949);
- Орден Красной Звезды (22.02.1944);
- Медали.